# Ermengarde av Maine
Ermengarde av Maine, född 1096, död 1126, var regerande grevinna av Maine 1110-1126, gift med greve Gottfrid V av Anjou. Hon ärvde Maine av sin far 1110. Genom hennes giftermål förenades Maine och Anjou, när hennes son ärvde Maine av sin mor och Anjou av sin far. 